# 페르디난트 1세 (신성 로마 황제)
페르디난트 1세(독일어: Ferdinand I, 1503년 3월 10일 ~ 1564년 7월 25일)는 신성 로마 제국의 황제(재위: 1556년 ~ 1564년)이다. 보헤미아의 국왕 페르디난트 1세(체코어: Ferdinand I.), 헝가리와 크로아티아의 국왕 페르디난드 1세(헝가리어: I. Ferdinánd, 슬로바키아어: Ferdinand I. 페르디난트 1세, 크로아티아어: Ferdinand I. 페르디난드 1세)에 해당한다.
카를 5세의 동생으로, 신성 로마 제국의 황제인 막시밀리안 1세의 손자다. 1526년 보헤미아·헝가리의 왕으로 뽑혔고,제국을 통일하기 위해서 프로테스탄트들 타협하는 정책을 펼쳤다. 그는 독일 합스부르크 왕가의 시조이며, 1555년 아우크스부르크 종교 회의 성립에도 노력하였다.

## 생애

### 어린 시절
1503년 3월 10일 알칼라 데 에나레스(오늘날의 스페인 마드리드 주)에서 태어났다. 1506년 9월 24일 부르군트 공작이자 카스티야의 섭정왕이었던 아버지 펠리페 1세가 갑작스럽게 사망하였고 어머니인 후아나마저 정신 불안으로 인해 외조부이자 아라곤 국왕 페란도 2세 밑에서 자랐다. 페르난도 2세와 생일이 같은데다가 어려서부터 총명하여 많은 귀여움을 받았다.
플랑드르에서 성장한 친형 카를과 달리 스페인에서 성장기를 보냈기 때문에 외국인과 다름없는 형을 제치고 외조부를 비롯한 스페인의 귀족들이 그를 후계자로 생각하기도 했다. 그러나 1516년 페르난도 2세가 서거하면서 1517년 9월 친형 카를이 카를로스 1세로 스페인 국왕에 즉위하게 된다. 카를 측의 견제와 압박으로 인해 1518년 여름에 플랑드로에 있는 메헬렌 궁으로 거처를 옮겼다. 플랑드르는 고모 마르가레테가 통치하고 있었으며 그곳에서 생활하며 프랑스어를 익혔다.

### 오스트리아 통치
1520년 10월 형 카를 5세가 황제가 되자 페르디난트는 오스트리아의 통치권과 독일 그리고 뷔르템부르크 섭정직을 넘겨 받은 후 1521년 오스트리아의 비엔나로 부임하였다. 외국인 출신의 대공에 대하여 토착귀족들이 불만을 품고 비엔나 의회가 바란을 일으켰으나 1522년 7월, 이를 진압하고 숙청을 단행하였다. 페르디난트는 형 카를 5세의 대리인이자 협조자로 독일 전체를 다스렸으며 이후 30년간 형을 대신해 제국회의에 참석하기도 하였다.

### 헝가리 획득
1526년 오스만 투르크의 슐레이만 1세가 헝가리를 침공하였다. 헝가리와 보헤미아의 국왕이었던 처남 러요시 2세가 모하치 전투에서 전사하자 페르디난트 1세는 즉각 자신의 아내인 안나가 러요시 2세의 누나임을 강조하며 왕위 계승권을 주장하였고 보헤미아의 왕이 되었다. 또 페르디난트는 1527년에 세틴 성에 있는 크로아티아의 귀족들에 의해 만장일치로 크로아티아의 국왕이 되었다.
세틴 의회에서 페르디난트는 크로아티아를 오스만 제국의 침공으로부터 지키고 헝가리 왕국을 합치면서 크로아티아 인들의 역사적인 권리, 자유, 법, 풍습을 존중할 것을 약속했다. 헝가리에서 로오슈 2세의 비서인 니콜라우스 올라우스는 스스로 페르디난트 1세의 편에 가담했다. 1526년 브라티슬라바에서 페르디난트 1세는 헝가리의 왕으로 선출되었다. 하지만 페르디난트는 헝가리의 왕위를 둘러싸고 트란실바니아의 존 자포여와 대립하게 되었다.

### 황제 즉위
1525년 카를 5세로부터 공식적으로 독일 왕으로 지목받은 후 1531년에 선제후들에 의해 독일 왕에 선출되었다. 1550년, 카를 5세가 변심하여 자신의 장남인 펠리페 2세를 차기 황제로 내세우기 시작했다. 그러나 선제후들이 모두 이를 거부했다. 이 사건으로 인해 카를 5세는 제후들의 신뢰를 잃어 버렸고 페르디난트는 제국 지도자로서의 위상을 높이게 되었다. 1555년 아우크스부르크 화해를 주도하였고 1556년 카를 5세가 은퇴하며 황제에 즉위하였다.

## 자녀
- 엘리자베트(1526~1545) 폴란드 왕비
- 막시밀리안 2세(1527~1590) 신성 로마 제국 황제
- 안나(1528~1590) 바이에른 공작 부인
- 페르디난트(1529~1595) 오스트리아 대공
- 마리아(1531~1581) 윌리히클레브스베르크 공작 부인
- 막달레나(1532~1590)
- 카타리나(1533~1572) 폴란드 왕비
- 엘레오노라(1534~1594) 만투바 공작부인
- 마르가레테(1536~1566)
- 요한(1538~1539)
- 바르바라(1539~1572) 페라라 공작 부인
- 카를(1540~1590) 오스트리아 대공
- 우르줄라(1541~1543)
- 헬레나(1543~1574)
- 요하나(1546~1578) 토스카나 대공비

## 같이 보기
- 모하치 전투
- 러요시 2세
- 서포여이 야노시
- 발타자르 후부마이어

## 참고 자료
- 이 문서에는 다음커뮤니케이션(현 카카오)에서 GFDL 또는 CC-SA 라이선스로 배포한 글로벌 세계대백과사전의 내용을 기초로 작성된 글이 포함되어 있습니다.